# Stan Ioan Pătraş

Veselý hřbitov v Săpânţa

Muž s váhou v obchodě – detail náhrobku na „Veselém hřbitově“

Stan Ioan Pătraş (1908, Săpânța, Rumunsko – 1977, Săpânţa) byl rumunský tesař a lidový umělec, autor známých náhrobků na tzv. „Veselém hřbitově“ (rumunsky Cimitirul vesel) v obci Săpânța, v rumunské župě Maramureş.

## Životopis
Stan Ioan Pătraş se narodil v roce 1908 ve vesničce Săpânța v Maramurešské župě v tehdejším Rakousko-Uhersku. V jeho rodině bylo tesařství tradičním řemeslem a on sám se mu začal věnovat od svých 14 let. Zpočátku vytvářel zejména brány a náhrobní dřevěné kříže, ale od roku 1935 se začal zaměřovat na ploché náhrobky s figurální a textovou reliéfní výzdobou. Tesal na ně i stručné epitafy, v podstatě krátké básničky v lokálním žargonu.
Od roku 1936 vytvářel náhrobky ve stylu, který je pro něj charakteristický: dřevěné náhrobky jsou úzké, tvořené křížem pod stříškou a dubovou deskou s figurální a textovou výzdobu. Na deskách jsou vyobrazena zejména povolání zemřelých a dominuje na nich modrá barva, která získala přívlastek săpânţská modrá. Modrá barva symbolizovala naději a svobodu, zelená byla symbolem života, žlutá symbolem plodnosti a mládí, červená barva symbolizovala vášeň. Jako zdobný motiv Pătraş používal i bílého holuba – symbol duše, nebo černého ptáka – symbol smrti.
Do roku 1977 patřil vytvořil téměř 700 náhrobků na dvou hřbitovech v rodné obci, které dostaly pojmenování „veselé hřbitovy“. Stan Ioan Pătraş vytvořil i svůj vlastní náhrobek. Pokračovatelem jeho díla je tesař a sochař Dumitru Pop, který žije v domě svého mistra.. Část domu slouží jako malé muzeum. Veselý hřbitov je muzeem pod širým nebem a turistickou atrakcí.